# Nachal Roch
Nachal Roch (hebrejsky: נחל רוך) je vádí v pahorkatině Šefela v Izraeli. Začíná v nadmořské výšce okolo 250 metrů severovýchodně od vesnice Lachiš. Směřuje pak k jihozápadu mírně se zahlubujícím zemědělsky využívaným údolím se zalesněnými svahy. Ústí zprava do toku Lachiš, podél kterého zde vede dálnice číslo 35.